# Crumomyia annulus
Crumomyia annulus är en tvåvingeart som först beskrevs av Walker 1849.  Crumomyia annulus ingår i släktet Crumomyia och familjen hoppflugor. Inga underarter finns listade i Catalogue of Life.